# Mitsubishi Pajero

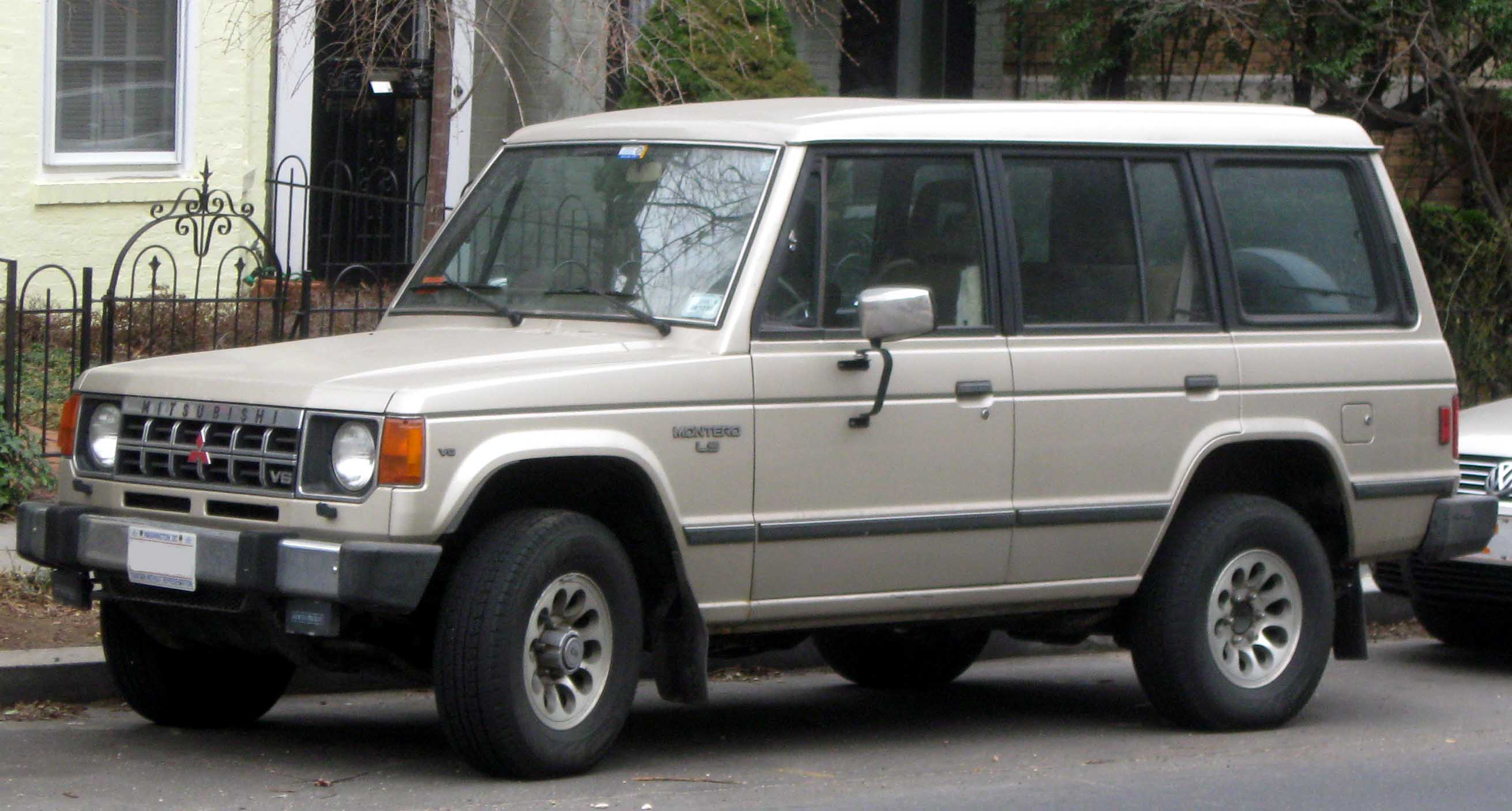
Első generációs négy ajtós Mitsubishi Montero LS (US)

A Mitsubishi Pajero a japán Mitsubishi Motors autógyár 1982 óta gyártott négykerék-hajtású orrmotoros modelljének a neve. Hírnevét világszerte megalapozták a Párizs-Dakar rallyn elért kiváló eredményei.

## A név problémái
A név a Patagóniában, Argentína déli részén  honos macskaféle ragadozóra, a leopardus pajerosra utal, azonban spanyol nyelvterületen zavaró mellékjelentése van. A Mitsubishi cég ezért rákényszerült arra, hogy modelljét egyes országokban alternatív neveken kínálja, mint pl. Mitsubishi Montero (spanyolul hegyi vadász), Mitsubishi Shogun.

## Története
A Pajero prototípusát 1973 novemberében mutatták be a tokiói autókiállításon. Ezt követte öt évvel később, 1978-ban a  Pajero II prototípusa. Az első Pajero 1983 januárjában mutatkozott be a Paris Dakar Rallyn. Az első helyet csak harmadik próbálkozásra, 1985-ben tudta megszerezni. A modell azóta is a Dakar Rally legsikeresebb járműve (az utóbbi 10 futamból 7, az összes 32 futamból 15 futamgyőzelemmel.)

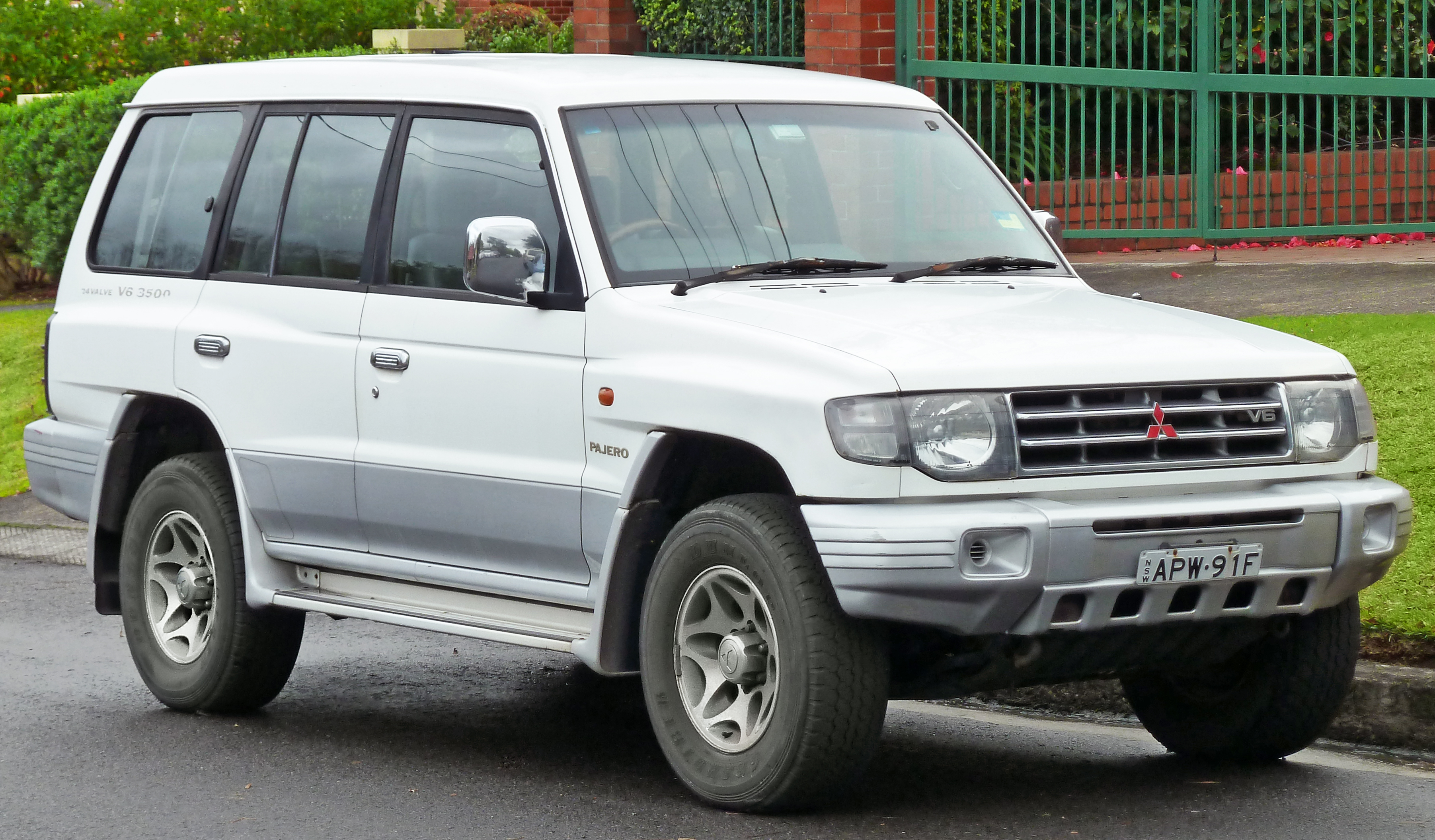
1997–2000 Mitsubishi Pajero (NL) GLS, Australia

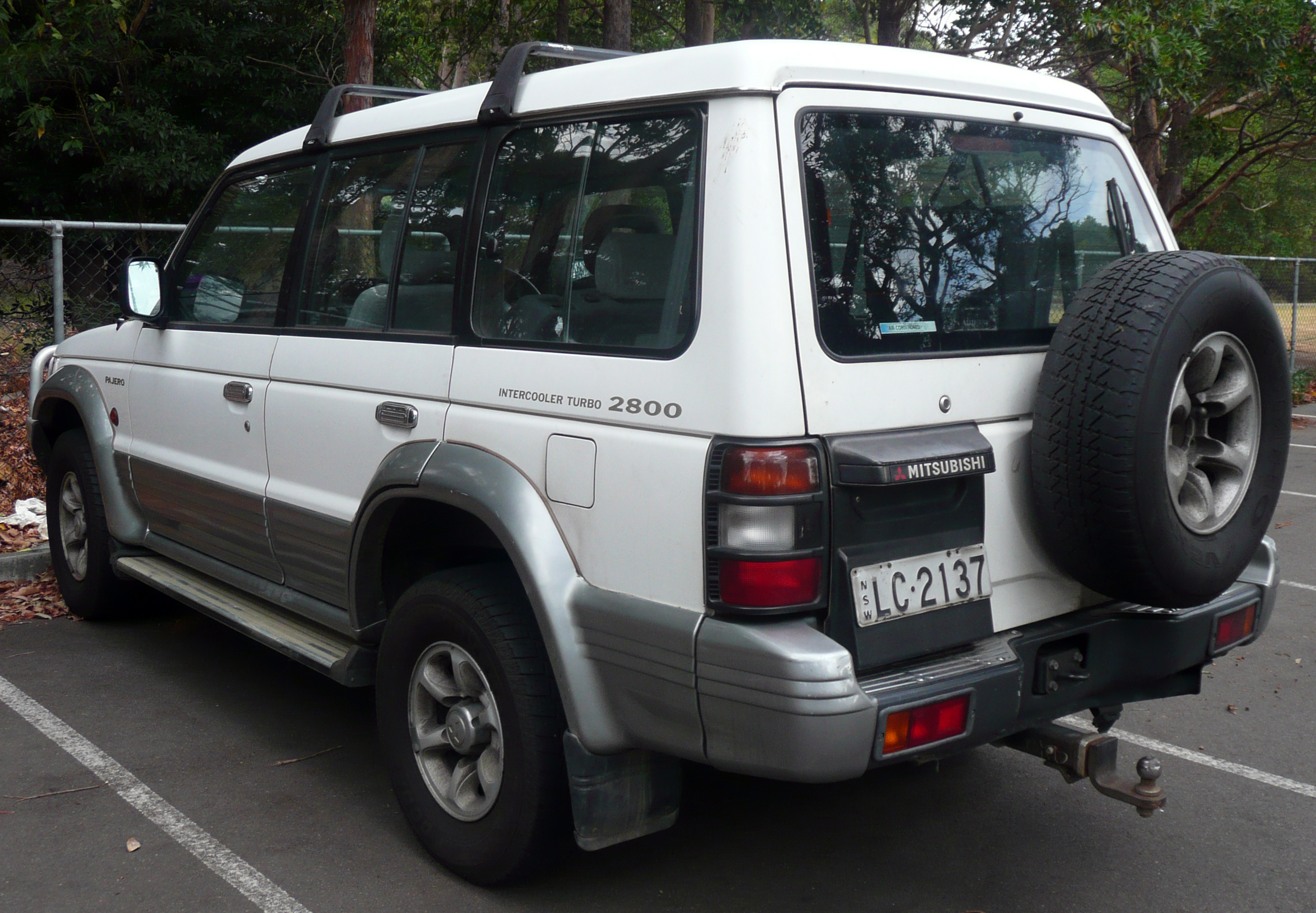
1993–1996 Mitsubishi Pajero (NJ) GLS, Ausztrália

## A második generáció (1991–1999)
A második generációból meg készült 2003.12. hónapjában is a Classic wagon 5 ajtós széria, ami a 2000es évek előtti kasznit hordozza magában. más kerék ívekkel .

## A harmadik generáció (1999–2006)

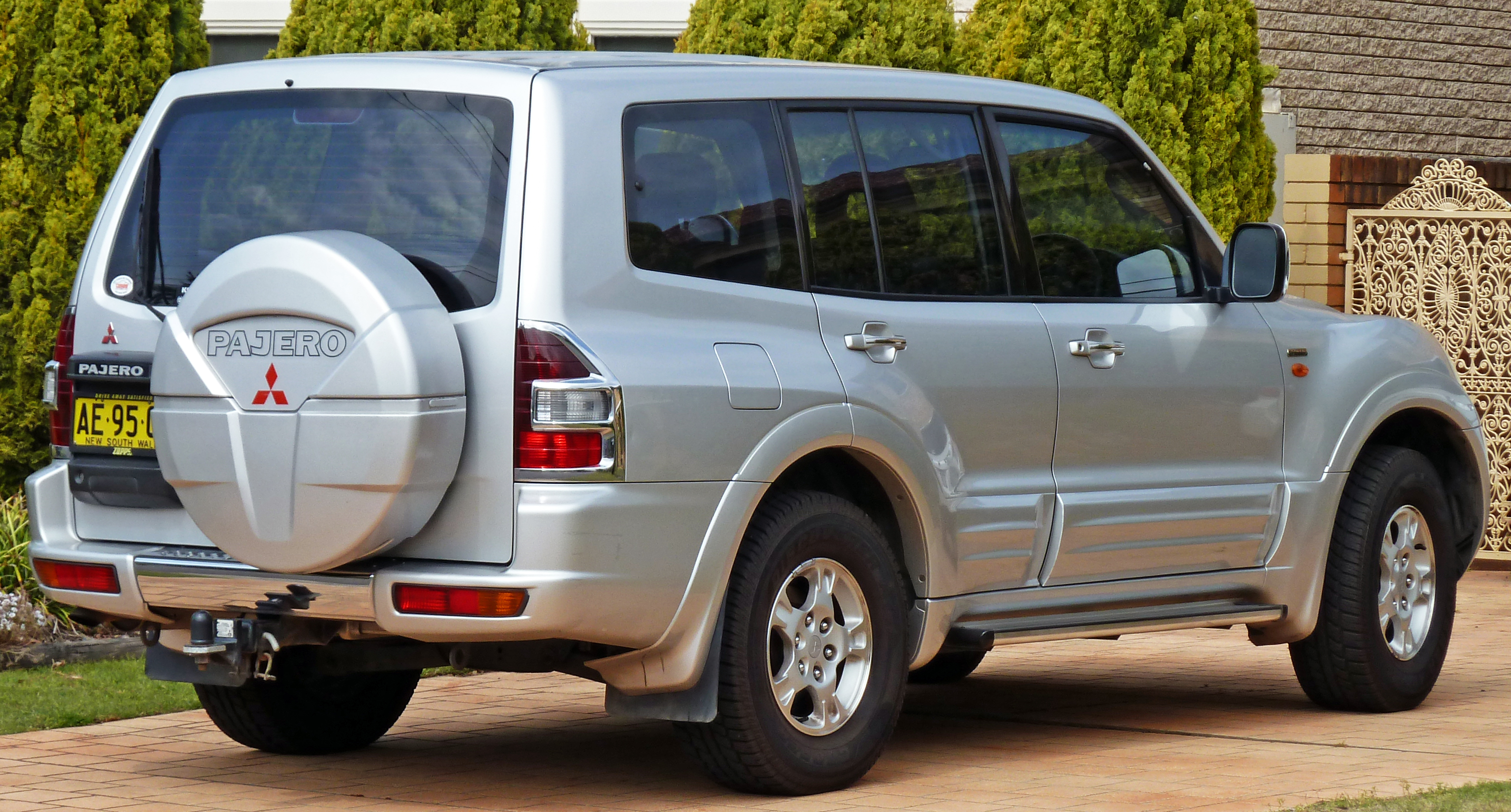
2000-2002-es Mitsubishi Pajero (NM) Exceed (Ausztrália)
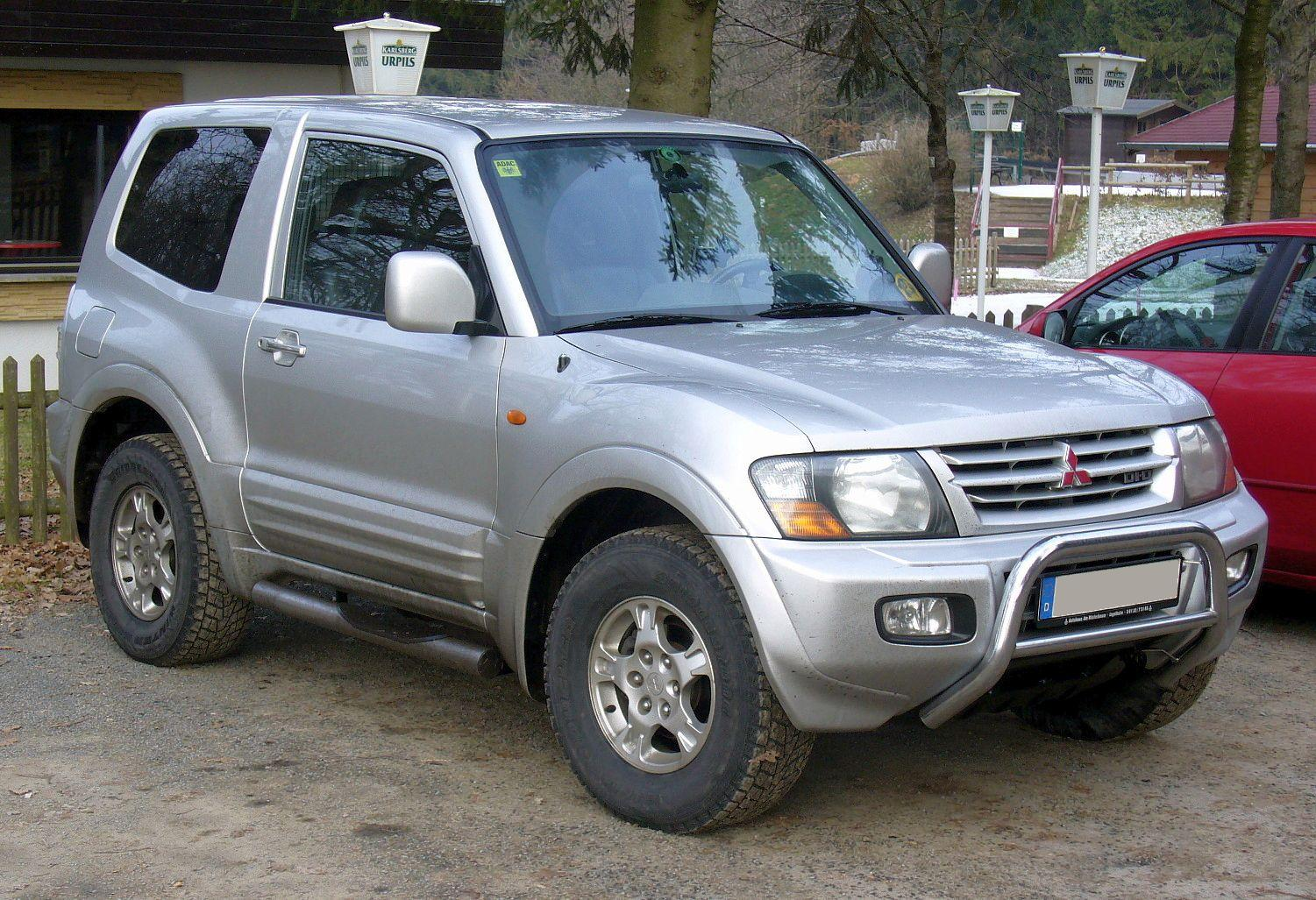
Mitsubishi Pajero DI-D (Europe)
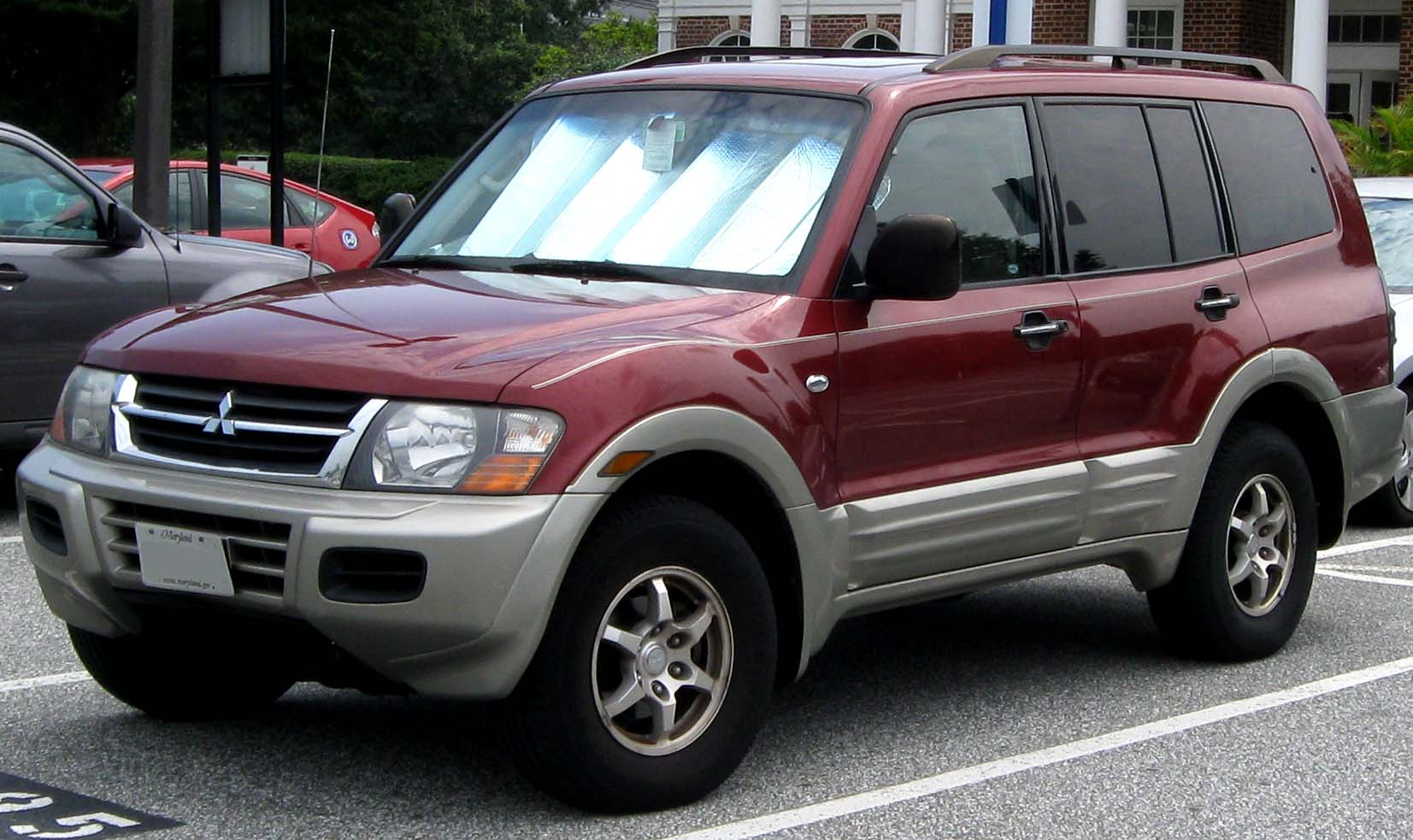
MY2001-2002-es Mitsubishi Montero (US)
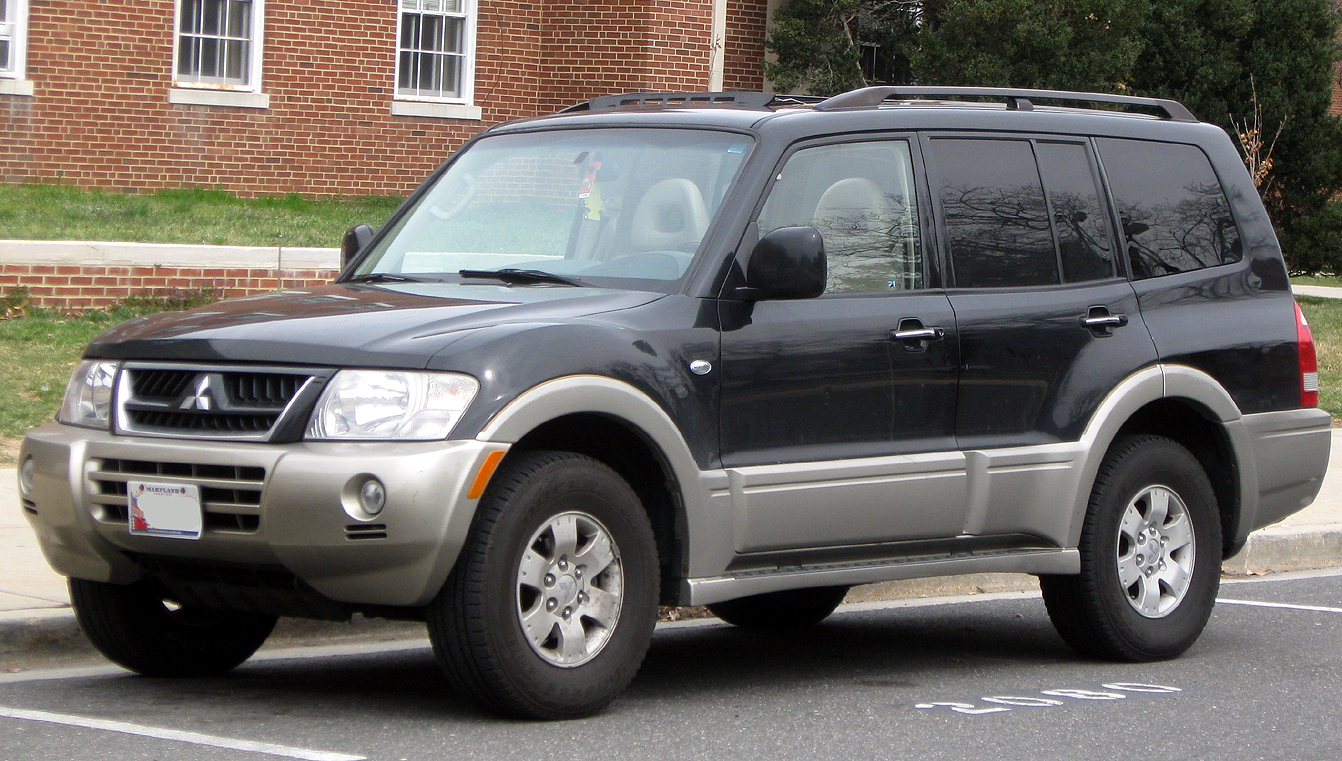
MY2003-2006-os Mitsubishi Montero (US)
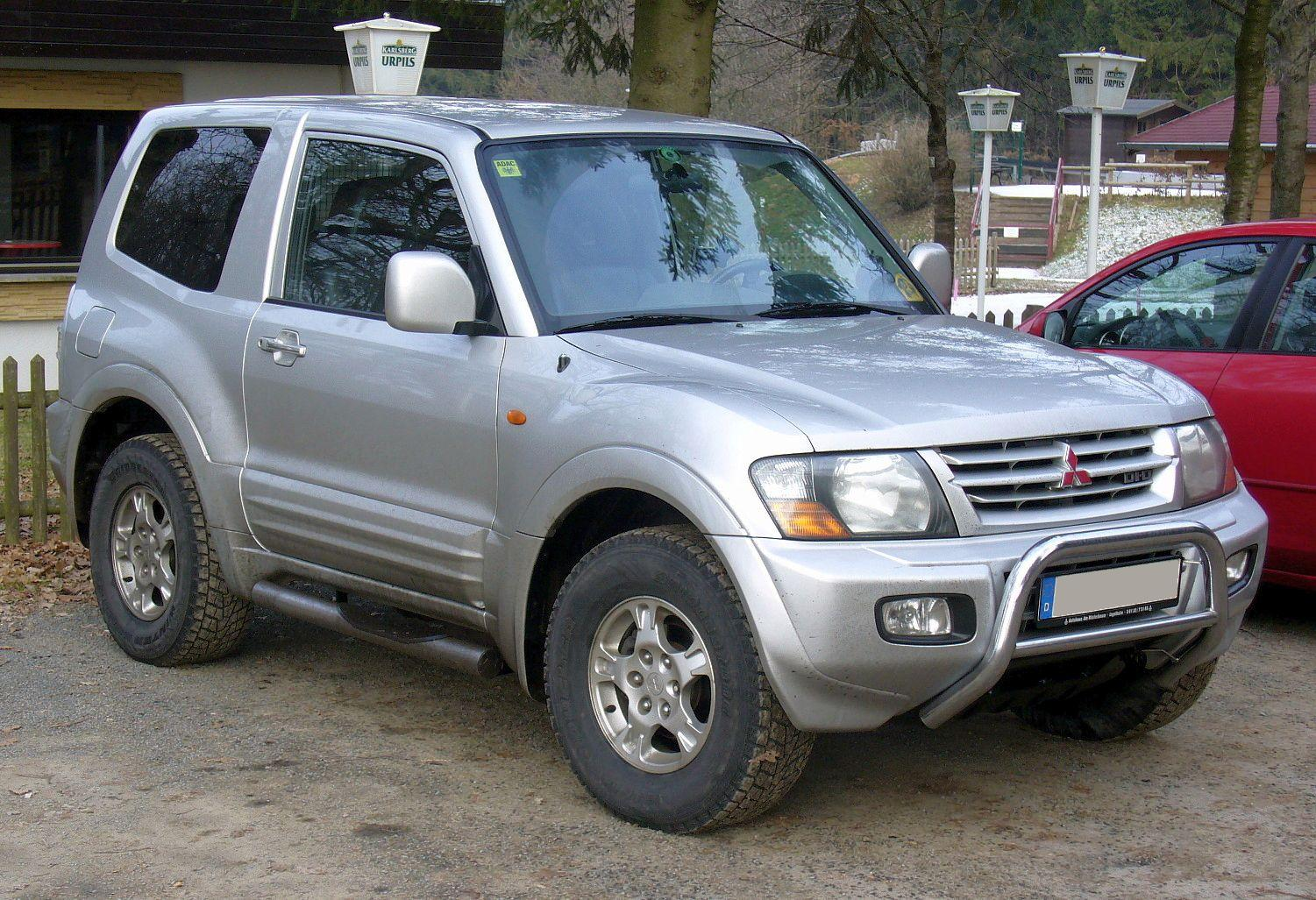
2 ajtós Mitsubishi Pajero

## A negyedik generáció (2006–tól napjainkig)

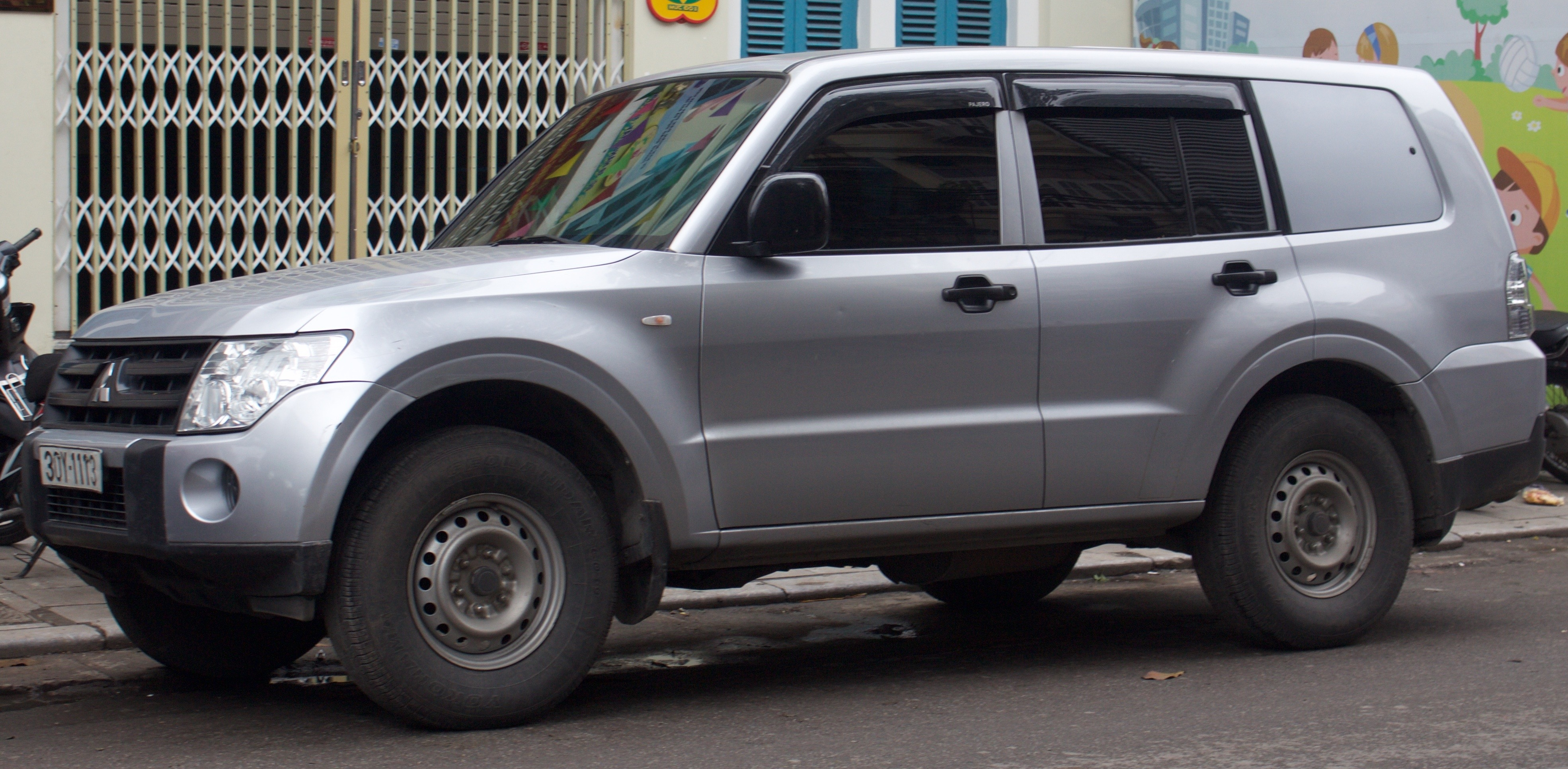
A negyedik generációs modell van változata (Vietnam)

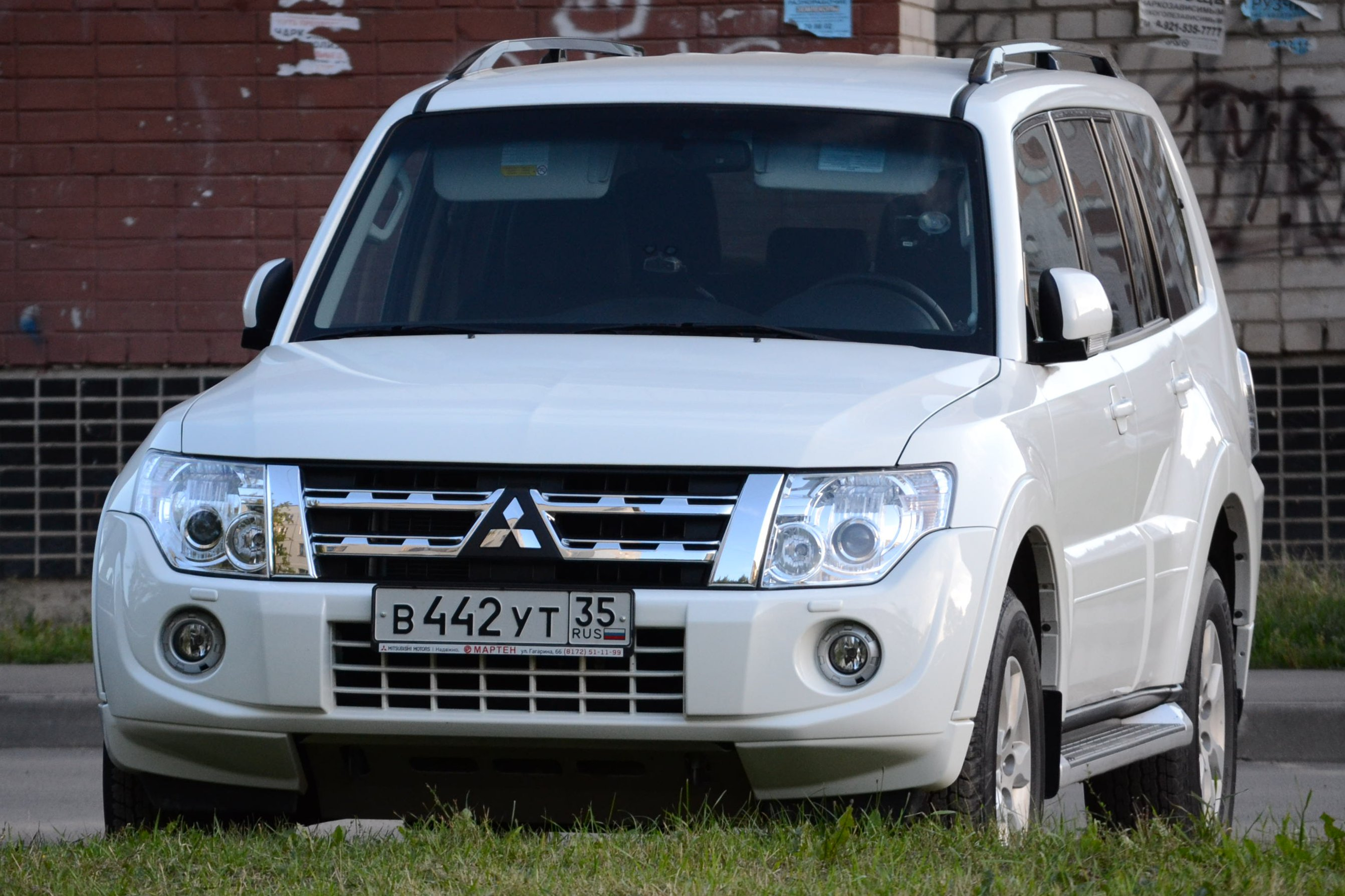
Mitsubishi Pajero 2012-es modellváltozat

## Gyártási és eladási statisztikák
| Gyártási év | Gyártott mennyiség | Hazai eladások | Export  |
| ----------- | ------------------ | -------------- | ------- |
| 1982        | 16,930             | 8,059          | 7,023   |
| 1983        | 33,605             | 8,076          | 25,886  |
| 1984        | 41,422             | 9,176          | 32,341  |
| 1985        | 59,770             | 11,770         | 49,249  |
| 1986        | 87,252             | 16,636         | 70,594  |
| 1987        | 89,456             | 22,170         | 67,021  |
| 1988        | 107,157            | 25,225         | 79,699  |
| 1989        | 116,883            | 36,483         | 82,176  |
| 1990        | 108,730            | 36,061         | 71,206  |
| 1991        | 144,988            | 64,381         | 80,882  |
| 1992        | 174,708            | 83,685         | 89,835  |
| 1993        | 158,922            | 67,899         | 88,788  |
| 1994        | 161,238            | 54,329         | 106,570 |
| 1995        | 152,102            | 44,933         | 110,365 |
| 1996        | 128,593            | 28,851         | 99,200  |
| 1997        | 136,941            | 26,181         | 111,144 |
| 1998        | 95,675             | 9,412          | 90,416  |
| 1999        | 90,524             | 20,189         | 65,212  |
| 2000        | 138,315            | 12,701         | 129,198 |
| 2001        | 91,700             | 6,725          | 85,324  |
| 2002        | 112,161            | 5,681          | 106,376 |
| 2003        | 90,929             | 6,035          | 85,863  |
| 2004        | 79,152             | 4,196          | 74,347  |
| 2005        | 69,142             | 2,781          | 66,773  |
| 2006        | 75,933             | 6,025          | 68,563  |
| 2007        | 112,103            | 3,818          | 108,982 |

(Források: Pajero 4WD 20 Year History (Japanese), Facts & Figures 2005, Facts & Figures 2008, Mitsubishi Motors honlapja)

## Külső hivatkozások
- Hivatalos globális honlap
- Hivatalos európai honlap